# Họ Củ nâu
Họ Củ nâu (danh pháp khoa học: Dioscoreaceae) là một họ thực vật một lá mầm. Các loài được biết đến nhiều nhất tại Việt Nam có lẽ là củ nâu (Dioscorea cirrhosa), khoai mỡ (Dioscorea alata), củ mài (hay hoài sơn: Dioscorea persimilis) và củ từ (Dioscorea esculenta). Hiện nay, người ta đã biết 750-785 loài trong 8-9 chi.
Hệ thống APG năm 1998 và hệ thống APG II năm 2003 đều đặt họ này trong bộ Củ nâu (Dioscoreales) của nhánh monocots. Tuy nhiên, định nghĩa đã thay đổi trong hệ thống APG II, với hệ thống năm 2003 mở rộng ra để gộp cả các loài mà hệ thống năm 1998 đã coi là các họ riêng khác là Taccaceae và Trichopodaceae. Tuy nhiên, trên website của APG, truy cập ngày 29-11-2007 thì họ Taccaceae lại được tách ra.

## Các chi

### Dioscoreaceae nghĩa hẹp
Dioscoreaceae nghĩa hẹp (sensu stricto): Khoảng 750 loài trong 5-6 chi.
- Dioscorea (gồm cả Borderea, Epipetrum, Helmia, Hyperocarpa, Nanarepenta, Oncus, Tamus, Testudinaria, Ubium): Các loài củ từ, củ nâu, củ mài, khoai mỡ.
- Rajania
- Stenomeris

### Taccaceae
Taccaceae gồm khoảng 12-31 loài trong 1 chi, một số tài liệu, như IPNI, còn liệt kê thêm chi Schizocaspa.
- Tacca (gồm cả Schizocapsa): Các loài củ nưa (bạch tinh), hạ túc, râu hùm, củ nhược thự.

### Trichopodaceae
Trichopodaceae có 2 loài đặc hữu (?) của Madagascar trong 1-2 chi.
- Trichopus (gồm cả Avetra, Trichopodium)

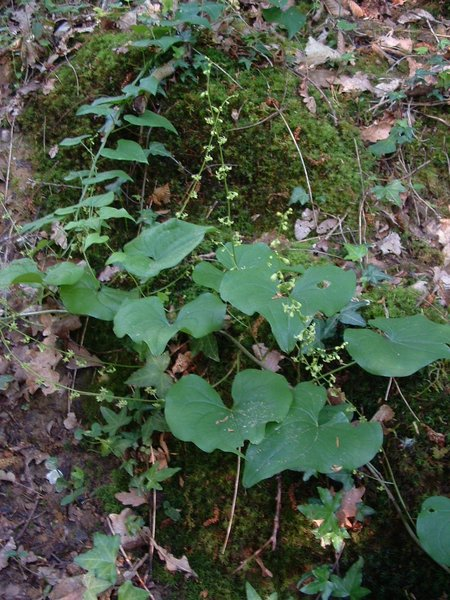
Dioscorea communis

## Phát sinh chủng loài
Cây phát sinh chủng loài dưới đây lấy theo APG II.
|  | Taccaceae   |
|  |             |
|  | Thismiaceae |
|  |             |

| Hỗ trợ < 50% | \| \| Burmanniaceae \| \| \| \| \| \| Dioscoreaceae \| \| \| \| |
|              | \| \| Burmanniaceae \| \| \| \| \| \| Dioscoreaceae \| \| \| \| |
|              | Burmanniaceae                                                   |
|              |                                                                 |
|              | Dioscoreaceae                                                   |
|              |                                                                 |

|  | Burmanniaceae |
|  |               |
|  | Dioscoreaceae |
|  |               |

|  | Taccaceae   |
|  |             |
|  | Thismiaceae |
|  |             |

| Hỗ trợ < 50% | \| \| Burmanniaceae \| \| \| \| \| \| Dioscoreaceae \| \| \| \| |
|              | \| \| Burmanniaceae \| \| \| \| \| \| Dioscoreaceae \| \| \| \| |
|              | Burmanniaceae                                                   |
|              |                                                                 |
|              | Dioscoreaceae                                                   |
|              |                                                                 |

|  | Burmanniaceae |
|  |               |
|  | Dioscoreaceae |
|  |               |

|  | Taccaceae   |
|  |             |
|  | Thismiaceae |
|  |             |

| Hỗ trợ < 50% | \| \| Burmanniaceae \| \| \| \| \| \| Dioscoreaceae \| \| \| \| |
|              | \| \| Burmanniaceae \| \| \| \| \| \| Dioscoreaceae \| \| \| \| |
|              | Burmanniaceae                                                   |
|              |                                                                 |
|              | Dioscoreaceae                                                   |
|              |                                                                 |

|  | Burmanniaceae |
|  |               |
|  | Dioscoreaceae |
|  |               |

|  | Taccaceae   |
|  |             |
|  | Thismiaceae |
|  |             |

| Hỗ trợ < 50% | \| \| Burmanniaceae \| \| \| \| \| \| Dioscoreaceae \| \| \| \| |
|              | \| \| Burmanniaceae \| \| \| \| \| \| Dioscoreaceae \| \| \| \| |
|              | Burmanniaceae                                                   |
|              |                                                                 |
|              | Dioscoreaceae                                                   |
|              |                                                                 |

|  | Burmanniaceae |
|  |               |
|  | Dioscoreaceae |
|  |               |